# Detenció provisional
|  | No s'ha de confondre amb la Detenció preventiva, una mesura administrativa. |

La detenció provisional o la presó provisional és una mesura jurídica que consisteix en la privació de la llibertat d'una persona imputada d'un acte delictiu. La mesura ha de ser ordenada per una autoritat judicial competent. És provisional al sentit que s'ha d'esperar que l'acte incriminat sigui jutjat durant un judici de fons, al qual s'estableix de manera definitiva la culpabilitat jurídica o la innocència de l'imputat i l'eventual pena o sanció.
Ans al contrari de la reclusió penal, comunament coneguda com a empresonament, la durada de la detenció provisional no és determinada a priori, i s'acaba normalment al moment de la sentència jurídica al procès de fons, quan un jutge decideix la llibertat provisional (sovint en imposar a l'imputat certes condicions o el pagament d'una fiança) o quan s'ha exhaurit la durada màxima determinada per la llei. Tot i això, segons l'article 6 de la Convenció Europea de Drets Humans, tothom té dret a un judici just en un «termini raonable» i no es pot abusar de presó provisional. De vegades és precedida per una detenció preventiva, una mesura administrativa sense procés i de curta durada (màxim 72 hores a Espanya, excepte al cas de terrorisme o de bandes armades), durant la qual la polícia i el jutge d'instrucció poden col·lectar els arguments que condueixen segons el cas, a una alliberació total, o una llibertat amb càrrecs o una detenció provisional, en aquest dos casos sempre després un procediment jurídic al qual s'han de respectar les drets de la defensa de l'imputat.
En la mesura que la detenció isc d'una autoritat o particular habilitat, en aplicació del principi de l'ús legítim de la força física difereix del delicte del segrest que té el mateix efecte però no la mateixa legitimació.

## La presó provisional a Espanya
A l'Estat espanyol, el capítol III de la Llei d'Enjudiciament Criminal reglamenta la presó provisional. Segons l'article 502.2 l'empresonament ha de ser una mesura excepcional que només pot ser utilitzada quan no hi ha cap altra mesura possible, menys incisiva al dret de llibertat. La decisió incumbeix al jutge d'instrucció, al jutge de primera instància o al jutge del tribunal penal que coneix la causa. S'ha de tractar d'actos delictius sancionats amb almenys dos anys de presó i:
- quan hi ha un risc de fuga i la presó és necessària per a assegurar le presència de l'imputat al judici
- per a evitar que s'amaguin, canviïn o destruïn proves
- per a prevenir que l'imputat actuï contra béns jurídics de la víctima.[4]
- per a prevenir que l'imputat cometi altres actes delictius.[5]

## Detenció il·legal
La detenció és il·legal quan es realitza sense complir els requisits que legalment s'establisquen. Suposa un abús d'autoritat, i en els estats de dret existeixen mesures per a defensar-se. El procediment per a sol·licitar la interrupció d'una detenció il·legal es diu habeas corpus. Requisit indispensable de la detenció il·legal, que l'agent ha d'obrar amb dol, és a dir, saber que està cometent-la i tanmateix realitzar-la.